# Samostan sv. Ivana Evanđeliste u Biogradu
Samostan sv. Ivana Evanđelista u Biogradu bio je muški benediktinski samostan, koji je oko 1060. podigao hrvatski kralj Petar Krešimir IV. (1059. – 1074.).

## Povijest
Uz ovaj samostan izgrađen je i ženski benediktinski samostan, a oba su se nalazila u blizini biogradske katedrale. Petar Krešimir je prilikom osnivanja samostanu poklonio otok Žirje i posjed Rogovo. Samostan je podizanjem krova nešto prije 1076. godine nadogradio stanoviti Šestak (Scestaki), za kojeg hrvatski kralj Zvonimir (1075. – 1089.) kaže da je bio njegov magister. Također, Zvonimir je samostanu potvrdio prava i zemljišta koje je samostanu darovao njegov prethodnik. To je učinjeno prilikom posvećenja samostanske crkve koje su obavili splitski nadbiskup Lovre, biogradski biskup Prestancije i papinski legat.
Samostan su srušili Mlečani prilikom osvajanja Biograda 1125. godine. Redovnici su se preselili u Tkon na otoku Pašmanu i tamo osnovali samostan sv. Kuzme i Damjana. Od biogradskog samostana danas postoje samo temelji, po čijim se obrisima može zaključiti da se radilo o trobrodnoj bazilici. Ostaci se nalaze (zavučeno) u samom centru grada, koji je bio jedno od sjedišta hrvatskih vladara.
Za povijest samostana od velike je važnosti njegov kartular (Polychorion) koji sadrži isprave kojima su biogradskom i tkonskom samostanu dodijeljeni posjedi od 1060. do 1369. godine. Kartular je pisan knjižnom goticom, a na marginama ima zapisa pisanih glagoljicom.